# (14563) 1998 AV5
(14563) 1998 AV5 es un asteroide perteneciente al cinturón de asteroides, descubierto el 8 de enero de 1998 por el equipo del ODAS desde el Centro de Investigaciones en Geodinámica y Astrometría en Caussols.

## Designación y nombre
Designado provisionalmente como 1998 AV5.

## Características orbitales
1998 AV5 está situado a una distancia media del Sol de 2,252 ua, pudiendo alejarse hasta 2,679 ua y acercarse hasta 1,826 ua. Su excentricidad es 0,189 y la inclinación orbital 4,768 grados. Emplea 1234,78 días en completar una órbita alrededor del Sol.

## Características físicas
La magnitud absoluta de 1998 AV5 es 14,86. 